# Tikschosero
Tikschosero (russisch Ти́кшозеро, Тикшеозеро Tikscheosero, karel. Tiikšenjärvi, finnisch Tiiksjärvi) ist ein See in der Republik Karelien in Nordwestrussland.
Seit 1953 wird der Abfluss des Sees saisonal reguliert. Die Wasserfläche des Tikschosero beträgt 208,8 km². Die Gesamtfläche des Sees einschließlich der Inseln beträgt 232 km². Die Uferlinie des Tikschosero ist stark zerschnitten. Der See liegt auf einer Höhe von 111,2 m. Seine mittlere Wassertiefe beträgt 8 m, die maximale Tiefe 40 m. Der Tikschosero hat eine Länge von 26,7 km und ist bis zu 16 km breit.
Es gibt 342 Inseln mit einer Gesamtfläche von 23,6 km². Die größten Inseln sind Kaigas (11,8 km²) und Kangassari (2,38 km²).
Von Anfang November bis in die zweite Maihälfte hinein ist der See von einer Eisschicht bedeckt.
Der Tikschosero hat ein Einzugsgebiet von 1080 km². Er wird vom Fluss Lopskaja durchflossen und zum Kowdosero nach Norden hin entwässert. Dabei spaltet sich die Lopskaja unmittelbar nach Verlassen des Tikschosero in zwei Arme, Wintscha und Pudos, auf, welche in den nördlich gelegenen Notosero abfließen.
Im Tikschosero kommen folgende Fischarten vor: Forelle, Kleine Maräne, Coregonus, Stint, Hecht, Rutilus, Aland, Quappe, Neunstachliger Stichling, Flussbarsch und Groppe.